# Berceto

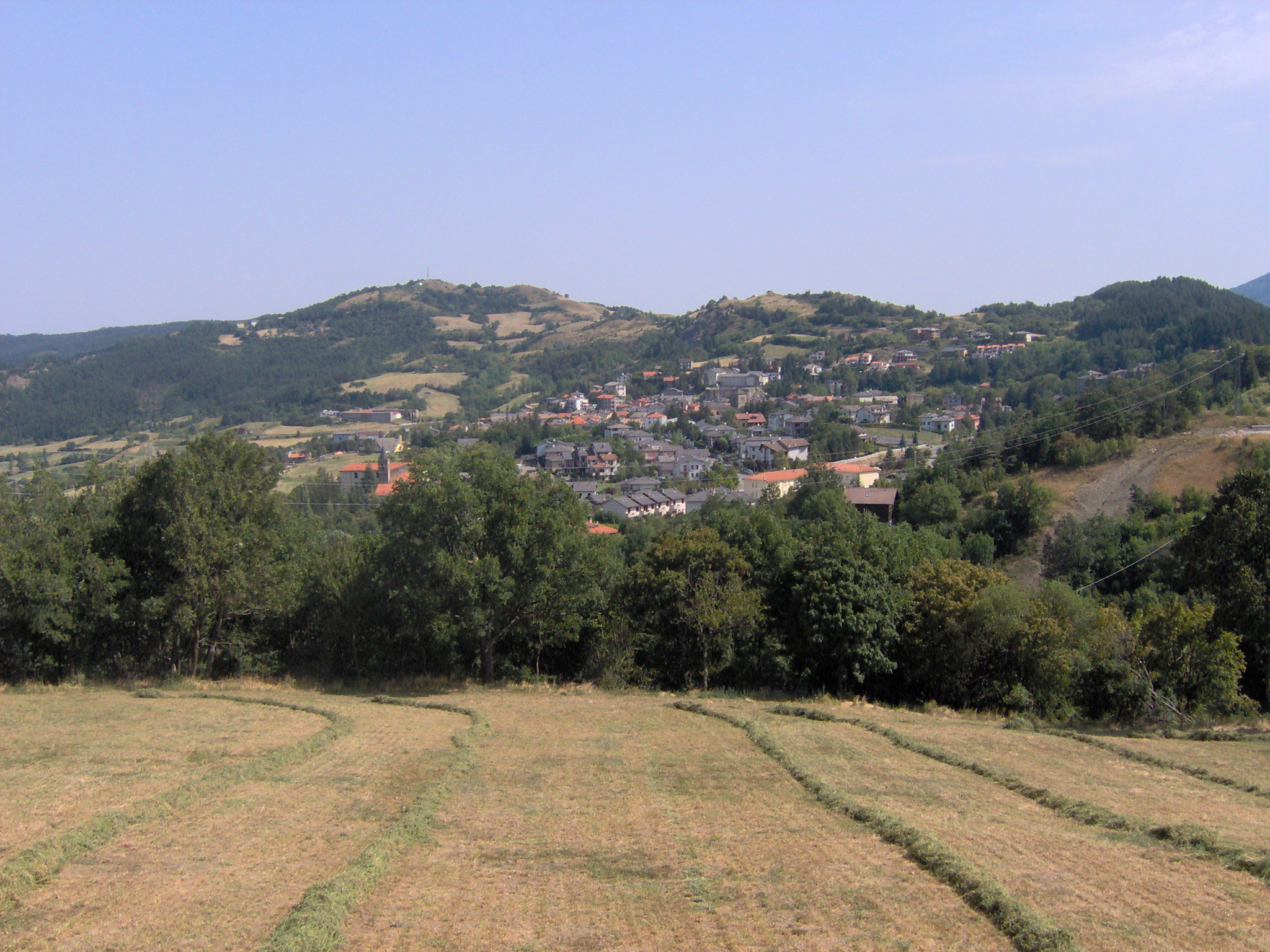
Blick auf Berceto

Berceto ist eine italienische Gemeinde (comune) mit 1948 Einwohnern (Stand 31. Dezember 2024) in der Provinz Parma in der Emilia-Romagna. Die Gemeinde liegt etwa 39 Kilometer südwestlich von Parma.

## Geschichte
Durch die Gemeinde zieht sich die Via Francigena. Der Heilige Moderamnus war Abt im Kloster Berceto von 718 bis 731. Der Langobardenkönig Liutprand gründete das Kloster im Jahr 718. Burkard war dann der zweite Abt in Berceto von 731 bis 737. Reliquien von Burkard befinden sich noch heute im Dom von Berceto. Hingebracht vom deutschen Kaiser Karl IV. auf einem seiner drei Feldzüge nach Italien. Der Sarkophag mit einem deutschen Adler steht auf der linken Seite an der Wand, nahe des Eingangs.

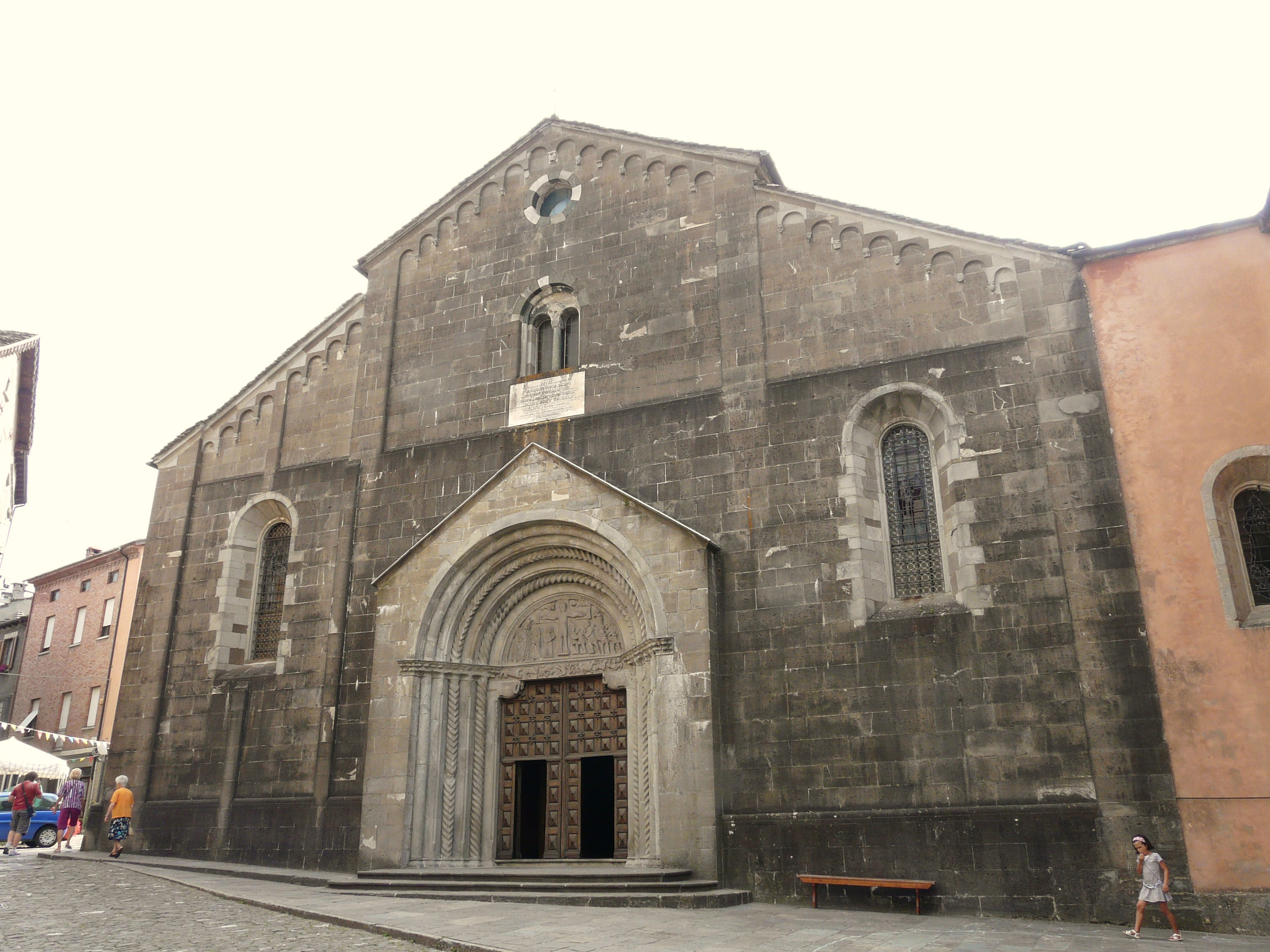
Der Dom von Berceto

Im Januar 2012 befand sich im Gemeindegebiet das Epizentrum eines Erdbebens.

## Verkehr
Im Ortsteil Ghiare befindet sich ein Bahnhof an der Bahnstrecke von Parma nach La Spezia. Durch die Gemeinde führt die Autostrada A15 und die Strada Statale 62 della Cisa von Sarzana nach Verona.

## Persönlichkeiten
- Pier Maria II. de’ Rossi (1413–1482), Condottiere
- Luigi Malerba (1927–2008), Schriftsteller